# تصنيف منظمة الصحة العالمية لأورام الجهاز العصبي المركزي

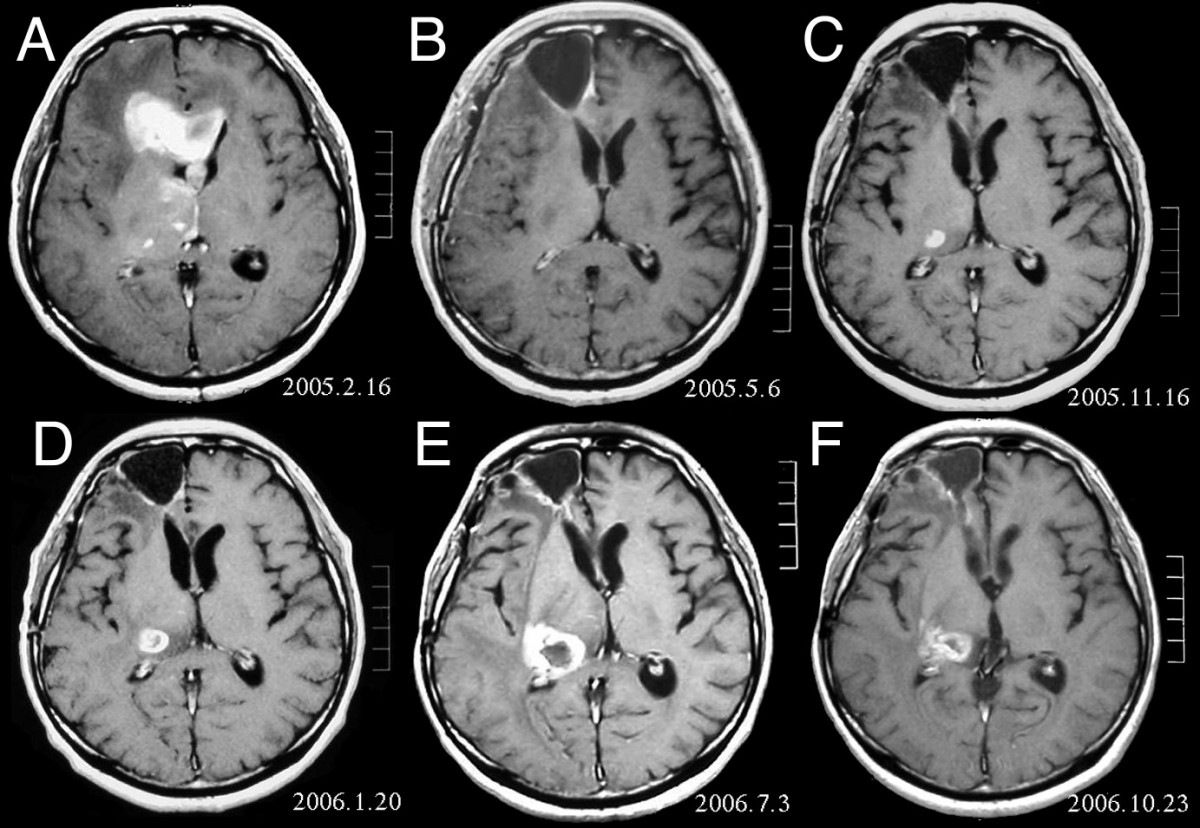
MRI لمريض مصاب بـ "ورم نجمي حاد"

يعتبر تصنيف منظمة الصحة العالمية لأورام الجهاز العصبي المركزي النظام الأكثر قبولًا على نطاق واسع.
قامت منظمة الصحة العالمية بانشاء رابع تصنيف لأورام الجهاز العصبي المركزي عام 2007، حيث يعتبر آخر وأحدث تصنيف تابع للمنظمة، وجميع الطبعات المصدرة من قبل المنظمة إلى عام 2007 تعتمد فقط على الخصائص النسيجية للأورام.
في عام 2016 نشرت المنظمة تحديث للطبعة الرابعة تعتمد للمرة الأولى على الخصائص الجزيئية أو الجينية بالإضافة للنسيجية، حيث أنه في بعض الأحيان يتم تقديم الطابع الجيني على النسيجي لتشخيص الورم.
في التحديث تم إعادة هيكلة الأورام الدبقية، والورم الأرومي النخاعي، والأورام المضغية وتم وضعها بتصنيفات جديدة تعتمد على الطابع الجيني والنسيجي.

## قواعد عامة في التصنيف
تسمية الورم تكون بكتابة اسمه النسيجي أو التشريحي، ثم يتبعه تصنيفه الجيني، ثم رقم التصنيف الدولي لأمراض الأورام، ثم رقم السلوك البيولوجي، ثم تصنيف درجة منظمة الصحة العالمية كما يلي:
- رقم التصنيف الدُولي لأمراض الأورام (بالإنجليزية: The International Classification of Diseases for Oncology) وَيُدعى اختصاراً (ICD-O): وهي الأرقام العربية الأربعة التي تتبع الورم.

- رقم السلوك البيولوجي للمرض: بعد رقم التصنيف الدولي يتم وضع علامة / يتبعها الرقم العربي 0 أو 1 أو 3. حيث أن / 0 يشير إلى ورم حميد، و / 3 ورم خبيث، و / 1 ورم حدودي التصنيف (بين الحميد والخبيث).

- تصنيف درجة منظمة الصحة العالمية لأورام الأعصاب (WHO grade): حيث تحتوي على أربع فئات من الأورام يتم الإشارة اليها بالأرقام الرومانية (I ,II ,III ,IV) وهي كالتالي:

1. أورام الدرجة الأولى (I): بطيئة النمو وغير خبيثة وترتبط ببقاء المريض على قيد الحياة لفترات طويلة.
2. أورام الدرجة الثانية (II): يمكن أن تكون غير خبيثة أو خبيثة، وهي بطيئة النمو نسبيًا لكنها تعود أحيانًا كأورام ذات درجة أعلى.
3. أورام الدرجة الثالثة (III): خبيثة وغالبًا ما تعود كأورام من الدرجة الثالثة أو الرابعة.
4. أورام الدرجة الرابعة (IV): تتكاثر بسرعة وهي أورام خبيثة شديدة العدوانية.

- الرمز الجيني IDH: يرمز لأنزيم الإيزوسترات نازعة الهيدروجين (بالإنجليزية: Isocitrate dehydrogenase)، وهو اما أن يكون متحول (بالإنجليزية: mutant) أو عنيف (بالإنجليزية: wild-type) حيث أن النوع العنيف يفتقر إلى الطفرة الجينية وفي هذه الحالة يكون المآل واحتمالية الشفاء أقل.

- الرمز الجيني NOS (بالإنجليزية: not otherwise specified) يعني أن الطابع الجزيئي أو الجيني غير موجود أو لم يعرف بعد.

- العلامة * تشير إلى ورم جديد في التصنيف.

- الخط المائل يشير إلى إدراج مؤقت.

## التصنيف

### أورام نجميةمنتشرةوأورام دبقية قليلة التغصن
| الرقم | اسم الورم                        | رقم التصنيف الدولي / السلوك البيولوجي | التصنيف الجيني                  | درجة منظمة الصحة العالمية (WHO grade) | اسم الورم بالانجليزية        |
| ----- | -------------------------------- | ------------------------------------- | ------------------------------- | ------------------------------------- | ---------------------------- |
| 1     | نجمي منتشر                       | 9400 / 3                              | IDH-mutant                      | II                                    | diffuse astrocytoma          |
| 2     | نجمي مفعوم الخلايا               | 9411 / 3                              | IDH-mutant                      | II                                    | gemistocytic astrocytoma     |
| 3     | نجمي منتشر                       | 9400 / 3                              | IDH-wildtype                    | II                                    | diffuse astrocytoma          |
| 4     | نجمي منتشر                       | 9400 / 3                              | NOS                             | II                                    | diffuse astrocytoma          |
|       |                                  |                                       |                                 |                                       |                              |
| 5     | نجمي كَشَمِيّ                        | 9401 / 3                              | IDH-mutant                      | III                                   | anaplastic astrocytoma       |
| 6     | نجمي كَشَمِيّ                        | 9401 / 3                              | IDH- wildtype                   | III                                   | anaplastic astrocytoma       |
| 7     | نجمي كَشَمِيّ                        | 9401 / 3                              | NOS                             | III                                   | anaplastic astrocytoma       |
|       |                                  |                                       |                                 |                                       |                              |
| 8     | أرومي دبقي                       | 9440 / 3                              | IDH-wildtype                    | IV                                    | glioblastoma                 |
| 9     | أرومي دبقي عملاق الخلايا         | 9441 / 3                              | IDH-wildtype                    | IV                                    | giant cell glioblastoma      |
| 10    | ساركومة دبقية                    | 9442 / 3                              | IDH-wildtype                    | IV                                    | gliosarcoma                  |
| 11    | أرومي دبقي ظهارانى               | 9440 / 3                              | IDH- wildtype                   | IV                                    | epithelioid glioblastoma     |
| 12    | أرومي دبقي                       | 9445 / 3 *                            | IDH-mutant                      | IV                                    | glioblastoma                 |
| 13    | أرومي دبقي                       | 9440 / 3                              | NOS                             | IV                                    | glioblastoma                 |
|       |                                  |                                       |                                 |                                       |                              |
| 14    | دبقي منتصف منتشر                 | 9385 / 3 *                            | H3 K27M-mutant                  | IV                                    | diffuse midline glioma       |
|       |                                  |                                       |                                 |                                       |                              |
| 15    | دبقيات قليلة التغصن              | 9450 / 3                              | IDH-mutant and 1p19q co-deleted | II                                    | oligodendroglioma            |
| 16    | دبقيات قليلة التغصن              | 9450 / 3                              | NOS                             | II                                    | oligodendroglioma            |
|       |                                  |                                       |                                 |                                       |                              |
| 17    | دبقيات قليلة التغصن كَشَمِيَّة        | 9451 / 3                              | IDH-mutant and 1p19q co-deleted | III                                   | anaplastic oligodendroglioma |
| 18    | دبقيات قليلة التغصن كَشَمِيَّة        | 9451 / 3                              | NOS                             | III                                   | anaplastic oligodendroglioma |
|       |                                  |                                       |                                 |                                       |                              |
| 19    | دبقيات قليلة التغصن ونجمية       | 9382 / 3                              | NOS                             | II                                    | oligoastrocytoma             |
| 20    | دبقيات قليلة التغصن ونجمية كَشَمِيَّة | 9382 / 3                              | NOS                             | III                                   | anaplastic oligoastrocytoma  |

### أورام نجمية أخرى
| الرقم | اسم الورم                              | رقم التصنيف الدولي / السلوك البيولوجي | التصنيف الجيني | درجة منظمة الصحة العالمية (WHO grade) | اسم الورم بالانجليزية                    |
| ----- | -------------------------------------- | ------------------------------------- | -------------- | ------------------------------------- | ---------------------------------------- |
| 1     | نجمي شعري الخلايا                      | 9421 / 1                              |                | I                                     | pilocytic astrocytoma                    |
| 2     | نجمي شعري الخلايا مخاطي                | 9425 / 3                              |                | II                                    | pilomyxoid astrocytoma                   |
| 3     | نجمي عملاق الخلايا تحت البطانة العصبية | 9384 / 1                              |                | I                                     | subependymal giant cell astrocytoma      |
| 4     | نجمي أصفر متعدد الأشكال                | 9424 / 3                              |                | II                                    | pleomorphic xanthoastrocytoma            |
| 5     | نجمي أصفر متعدد الأشكال كَشَمِيّ           | 9424 / 3                              |                | III                                   | anaplastic pleomorphic xanthoastrocytoma |

### أورام بطانية عصبية
| الرقم | اسم الورم                | رقم التصنيف الدولي / السلوك البيولوجي | التصنيف الجيني       | درجة منظمة الصحة العالمية (WHO grade) | اسم الورم بالانجليزية    |
| ----- | ------------------------ | ------------------------------------- | -------------------- | ------------------------------------- | ------------------------ |
| 1     | تحت البطانة العصبية      | 9383 / 1                              |                      | I                                     | subependymoma            |
| 2     | بطاني عصبي مخاطي حلمي    | 9394 / 1                              |                      | I                                     | myxopapillary ependymoma |
| 3     | بطاني عصبي               | 9391 / 3                              |                      | II                                    | ependymoma               |
| 4     | بطاني عصبي حلمي          | 9393 / 3                              |                      | II                                    | papillary ependymoma     |
| 5     | بطاني عصبي صافي الخلايا  | 9391 / 3                              |                      | II                                    | clear cell ependymoma    |
| 6     | بطاني عصبي ممدود الخلايا | 9391 / 3                              |                      | II                                    | tanycytic ependymoma     |
| 7     | بطاني عصبي               | 9396 / 3 *                            | RELA fusion-positive | II or III                             | ependymoma               |
| 8     | بطاني عصبي كَشَمِيّ          | 9392 / 3                              |                      | III                                   | anaplastic ependymoma    |

### أورام دبقية أخرى
| الرقم | اسم الورم                  | رقم التصنيف الدولي / السلوك البيولوجي | التصنيف الجيني | درجة منظمة الصحة العالمية (WHO grade) | اسم الورم بالانجليزية                  |
| ----- | -------------------------- | ------------------------------------- | -------------- | ------------------------------------- | -------------------------------------- |
| 1     | حبلي دبقي في البطين الثالث | 9444 / 1                              |                | II                                    | chordoid glioma of the third ventricle |
| 2     | دبقي وعائي                 | 9431 / 1                              |                | I                                     | angiocentric glioma                    |
| 3     | أرومي نجمي                 | 9430 / 3                              |                |                                       | astroblastoma                          |

### أورام الضفيرة المشيمية
| الرقم | اسم الورم                       | رقم التصنيف الدولي / السلوك البيولوجي | التصنيف الجيني | درجة منظمة الصحة العالمية (WHO grade) | اسم الورم بالانجليزية             |
| ----- | ------------------------------- | ------------------------------------- | -------------- | ------------------------------------- | --------------------------------- |
| 1     | ضفيرة مشيمية حليمية             | 9390 / 0                              |                | I                                     | choroid plexus papilloma          |
| 2     | ضفيرة مشيمية حليمية غير نموذجية | 9390 / 1                              |                | II                                    | atypical choroid plexus papilloma |
| 3     | ضفيرة مشيمية حليمية سرطانية     | 9390 / 3                              |                | III                                   | choroid plexus carcinoma          |

### أورام عصبية وعصبية دبقية مختلطة
| الرقم | اسم الورم                                               | رقم التصنيف الدولي / السلوك البيولوجي | التصنيف الجيني | درجة منظمة الصحة العالمية (WHO grade) | اسم الورم بالانجليزية                                            |
| ----- | ------------------------------------------------------- | ------------------------------------- | -------------- | ------------------------------------- | ---------------------------------------------------------------- |
| 1     | ورم ظهاري عصبي شاذ التخلّق                               | 9413 / 0                              |                | I                                     | dysembryoplastic neuroepithelial tumor                           |
| 2     | عُقْديُّ الخلايا                                            | 9492 / 0                              |                | I                                     | gangliocytoma                                                    |
| 3     | عُقْديُّ الخلايا دبقي                                       | 9505 / 1                              |                | I                                     | ganglioglioma                                                    |
| 4     | عُقْديُّ الخلايا دبقي كَشَمِيّ                                  | 9505 / 3                              |                | III                                   | anaplastic ganglioglioma                                         |
| 5     | ورم مخيخي عُقْديُّ الخلايا مختل التنسج (مرض ليرميت ودوكلوس) | 9493 / 0                              |                | I                                     | dysplastic cerebellar gangliocytoma - (Lhermitte-Duclos disease) |
| 6     | تنسج ليفي رضيعي نجمي وعُقْديُّ الخلايا دبقي                 | 9412 / 1                              |                | I                                     | desmoplastic infantile astrocytoma and ganglioglioma             |
| 7     | ورم عصبي دبقي حلمي                                      | 9509 / 1                              |                | I                                     | papillary glioneuronal tumor                                     |
| 8     | ورم عصبي دبقي يتضمن تشكيل وردي                          | 9509 / 1                              |                | I                                     | rosette-forming glioneuronal tumor                               |
| 9     | ورم عصبي دبقي منتشر في السحايا الرقيقة                  |                                       |                |                                       | diffuse leptomeningeal glioneuronal tumor                        |
| 10    | عصبي خلوي مركزي                                         | 9506 / 1                              |                | II                                    | central neurocytoma                                              |
| 11    | عصبي خلوي خارج البطين                                   | 9506 / 1                              |                | II                                    | extraventricular neurocytoma                                     |
| 12    | عصبي خلوي شحمي مخيخي                                    | 9506 / 1                              |                | II                                    | cerebellar liponeurocytoma                                       |
| 13    | جنيب العقدة العصبية                                     | 8693 / 1                              |                |                                       | paraganglioma                                                    |

### أورام المنطقة الصنوبرية
| الرقم | اسم الورم                     | رقم التصنيف الدولي / السلوك البيولوجي | التصنيف الجيني | درجة منظمة الصحة العالمية (WHO grade) | اسم الورم بالانجليزية                                    |
| ----- | ----------------------------- | ------------------------------------- | -------------- | ------------------------------------- | -------------------------------------------------------- |
| 1     | ورم الغدة الصنوبرية           | 9361 / 1                              |                | I                                     | pineocytoma                                              |
| 2     | ورم متني صنوبري متوسط التمايز | 9362 / 3                              |                | II or III                             | pineal parenchymal tumor of intermediate differentiation |
| 3     | ورم الأرومة الصنوبرية         | 9362 / 3                              |                | IV                                    | pineoblastoma                                            |
| 4     | ورم حلمي في المنطقة الصنوبرية | 9395 / 3                              |                | II or III                             | papillary tumor of the pineal region                     |

### أورام مضغية
| الرقم | اسم الورم                                         | رقم التصنيف الدولي / السلوك البيولوجي | التصنيف الجيني                | درجة منظمة الصحة العالمية (WHO grade) | اسم الورم بالانجليزية                       |
| ----- | ------------------------------------------------- | ------------------------------------- | ----------------------------- | ------------------------------------- | ------------------------------------------- |
| 1     | أرومي نخاعي                                       | 9475 / 3 *                            | WNT-activated                 | IV                                    | medulloblastoma                             |
| 2     | أرومي نخاعي                                       | 9476 / 3 *                            | SHH-activated & TP53-mutant   | IV                                    | medulloblastoma                             |
| 3     | أرومي نخاعي                                       | 9471 / 3                              | SHH-activated & TP53-wildtype | IV                                    | medulloblastoma                             |
| 4     | أرومي نخاعي                                       | 9477 / 3 *                            | non-WNT non-SHH, group 3      | IV                                    | medulloblastoma                             |
| 5     | أرومي نخاعي                                       | 9477 / 3 *                            | non-WNT non-SHH, group 4      | IV                                    | medulloblastoma                             |
|       |                                                   |                                       |                               |                                       |                                             |
| 6     | أرومي نخاعي، تقليدي                               | 9470 / 3                              |                               | IV                                    | medulloblastoma, classic                    |
| 7     | أرومي نخاعي، مولد للنسيج الليفي / عقدي            | 9471 / 3                              |                               | IV                                    | medulloblastoma, desmoplastic/nodular       |
| 8     | أرومي نخاعي، عقدي واسع النطاق                     | 9471 / 3                              |                               | IV                                    | medulloblastoma, extensive nodularity       |
| 9     | أرومي نخاعي، كبير الخلايا / كَشَمِيّ                  | 9474 / 3                              |                               | IV                                    | medulloblastoma, large cell/anaplastic      |
| 10    | أرومي نخاعي                                       | 9470 / 3                              | NOS                           | IV                                    | medulloblastoma                             |
|       |                                                   |                                       |                               |                                       |                                             |
| 11    | أورام مضغية ذات وردات متعددة الطبقات              | 9478 / 3 *                            | C19MC-altered                 | IV                                    | embryonal tumors with multilayered rosettes |
| 12    | أورام مضغية ذات وردات متعددة الطبقات              | 9478 / 3                              | NOS                           | IV                                    | embryonal tumors with multilayered rosettes |
| 13    | ظهاري نخاعي                                       | 9501 / 3                              |                               | IV                                    | medulloepithelioma                          |
| 14    | أرومي عصبي في الجهاز العصبي المركزي               | 9500 / 3                              |                               | IV                                    | CNS neuroblastoma                           |
| 15    | أرومي عصبي عقدي في الجهاز العصبي المركزي          | 9490 / 3                              |                               | IV                                    | CNS ganglioneuroblastoma                    |
| 16    | أورام الجهاز العصبي المركزي المضغية               | 9473 / 3                              | NOS                           | IV                                    | CNS embryonal tumor                         |
| 17    | ورم مسخي / عصوي لا نمطي                           | 9508 / 3                              |                               | IV                                    | atypical teratoid / rhabdoid tumor          |
| 18    | أورام الجهاز العصبي المركزي المضغية ذات طابع عصوي | 9508 / 3                              |                               | IV                                    | CNS embryonal tumor with rhabdoid features  |

### أورام الأعصاب القحفية والأعصاب المجاورة للنخاع
| الرقم | اسم الورم                                             | رقم التصنيف الدولي / السلوك البيولوجي | التصنيف الجيني | درجة منظمة الصحة العالمية (WHO grade) | اسم الورم بالانجليزية                         |
| ----- | ----------------------------------------------------- | ------------------------------------- | -------------- | ------------------------------------- | --------------------------------------------- |
| 1     | شفاني                                                 | 9560 / 0                              |                | I                                     | schwannoma                                    |
| 2     | شفاني خلوي                                            | 9560 / 0                              |                | I                                     | cellular schwannoma                           |
| 3     | شفاني ضفيري الشكل                                     | 9560 / 0                              |                | I                                     | plexiform schwannoma                          |
| 4     | شفاني ملاني                                           | 9560 / 1                              |                | I                                     | melanotic schwannoma                          |
| 5     | عصبي ليفي                                             | 9540 / 0                              |                | I                                     | neurofibroma                                  |
| 6     | عصبي ليفي لا نمطي                                     | 9540 / 0                              |                | I                                     | atypical neurofibroma                         |
| 7     | عصبي ليفي ضفيري الشكل                                 | 9550 / 0                              |                | I                                     | plexiform neurofibroma                        |
| 8     | حول العصب                                             | 9571 / 0                              |                | I                                     | perineurioma                                  |
| 9     | أورام غمد العصب الطرفي الخبيثة                        | 9540 / 3                              |                | II, III or IV                         | malignant peripheral nerve sheath tumor MPNST |
| 10    | أورام غمد العصب الطرفي الخبيثة الظهارانية             | 9540 / 3                              |                | II, III or IV                         | epithelioid MPNST                             |
| 11    | أورام غمد العصب الطرفي الخبيثة مصاحبة لتمايز حول عصبي | 9540 / 3                              |                | II, III or IV                         | MPNST with perineural differentiation         |

### الأورام السحائية
| الرقم | اسم الورم                       | رقم التصنيف الدولي / السلوك البيولوجي | التصنيف الجيني | درجة منظمة الصحة العالمية (WHO grade) | اسم الورم بالانجليزية             |
| ----- | ------------------------------- | ------------------------------------- | -------------- | ------------------------------------- | --------------------------------- |
| 1     | ورم سحائي                       | 9530 / 0                              |                | I                                     | meningioma                        |
| 2     | سحائي من الطبقات السحائية       | 9531 / 0                              |                | I                                     | meningothelial meningioma         |
| 3     | سحائي ليفي                      | 9532 / 0                              |                | I                                     | fibrous meningioma                |
| 4     | سحائي انتقالي                   | 9537 / 0                              |                | I                                     | transitional meningioma           |
| 5     | سحائي رملي                      | 9533 / 0                              |                | I                                     | psammomatous meningioma           |
| 6     | سحائي وعائي                     | 9534 / 0                              |                | I                                     | angiomatous meningioma            |
| 7     | سحائي ذو تكيسات دقيقة           | 9530 / 0                              |                | I                                     | microcystic meningioma            |
| 8     | سحائي ذو طابع افرازي            | 9530 / 0                              |                | I                                     | secretory meningioma              |
| 9     | سحائي غني بخلايا لمفية وبلازمية | 9530 / 0                              |                | I                                     | lymphoplasmacyte-rich meningioma  |
| 10    | سحائي متحول النسيج              | 9530 / 0                              |                | I                                     | metaplastic meningioma            |
| 11    | سحائي شبيه الحبل الظهري         | 9538 / 1                              |                | II                                    | chordoid meningioma               |
| 12    | سحائي صافي الخلايا              | 9538 / 1                              |                | II                                    | clear cell meningioma             |
| 13    | سحائي لا نمطي                   | 9539 / 1                              |                | II                                    | atypical meningioma               |
| 14    | سحائي حلمي                      | 9538 / 3                              |                | III                                   | papillary meningioma              |
| 15    | سحائي عصوي                      | 9538 / 3                              |                | III                                   | rhabdoid meningioma               |
| 16    | سحائي كَشَمِيّ                      | 9530 / 3                              |                | III                                   | anaplastic (malignant) meningioma |

### أورام اللحمة المتوسطة غير السحائية
| الرقم | اسم الورم                                                | رقم التصنيف الدولي / السلوك البيولوجي | التصنيف الجيني | درجة منظمة الصحة العالمية (WHO grade) | اسم الورم بالانجليزية                                                 |
| ----- | -------------------------------------------------------- | ------------------------------------- | -------------- | ------------------------------------- | --------------------------------------------------------------------- |
| 1     | ورم ليفي أحادي / ورم الخلايا الحولية                     | 8815 / 0                              |                | I                                     | solitary fibrous tumor / hemangiopericytoma                           |
| 2     | ورم ليفي أحادي / ورم الخلايا الحولية                     | 8815 / 1                              |                | II                                    | solitary fibrous tumor / hemangiopericytoma                           |
| 3     | ورم ليفي أحادي / ورم الخلايا الحولية                     | 8815 / 3                              |                | III                                   | solitary fibrous tumor / hemangiopericytoma                           |
| 4     | ورم ارومي وعائي                                          | 9161 / 1                              |                | I                                     | hemangioblastoma                                                      |
| 5     | ورم وعائي دموي                                           | 9120 / 0                              |                | I                                     | hemangioma                                                            |
| 6     | ورم البطانة الوعائية الظهارانية                          | 9133 / 3                              |                | III                                   | epithelioid hemangioendothelioma                                      |
| 7     | غرن وعائي                                                | 9120 / 3                              |                | III                                   | angiosarcoma                                                          |
| 8     | غرن كابوزي                                               | 9140 / 3                              |                | III                                   | Kaposi sarcoma                                                        |
| 9     | غرن يوينغ / ورم الأديم العصبي الظاهر البدائي             | 9364 / 3                              |                | III                                   | Ewing sarcoma / PNET                                                  |
| 10    | ورم دهني                                                 | 8850 / 0                              |                | I                                     | lipoma                                                                |
| 11    | ورم وعائي دهني                                           | 8861 / 0                              |                | I                                     | angiolipoma                                                           |
| 12    | ورم شتوي                                                 | 8880 / 0                              |                | I                                     | hibernoma                                                             |
| 13    | غرن دهني                                                 | 8850 / 3                              |                | III                                   | liposarcoma                                                           |
| 14    | ورام ليفى نوع رباطي                                      | 8821 / 1                              |                | I                                     | desmoid-type fibromatosis                                             |
| 15    | أرومي ليفي عضلي                                          | 8825 / 0                              |                | I                                     | myofibroblastoma                                                      |
| 16    | ورم أرومي ليفي عضلي التهابي                              | 8825 / 1                              |                |                                       | inflammatory myofibroblastic tumor                                    |
| 17    | ورم المنسجات الليفي الحميد                               | 8830 / 0                              |                | II                                    | Benign fibrous histiocytoma                                           |
| 18    | غرن ليفي                                                 | 8810 / 3                              |                | III                                   | fibrosarcoma                                                          |
| 19    | غرن لا متمايز متعدد الأشكال / ورم المنسجات الليفي الخبيث | 8802 / 3                              |                | III                                   | undifferentiated pleomorphic sarcoma / malignant fibrous histiocytoma |
| 20    | ورم عضلي أملس                                            | 8890 / 0                              |                | I                                     | leiomyoma                                                             |
| 21    | غرن عضلي ملساء                                           | 8890 / 3                              |                | III                                   | leiomyosarcoma                                                        |
| 22    | ورم عضلي مخطط                                            | 8900 / 0                              |                | I                                     | rhabdomyoma                                                           |
| 23    | غرن عضلي مخطط                                            | 8900 / 3                              |                | III                                   | rhabdomyosarcoma                                                      |
| 24    | ورم غضروفي                                               | 9220 / 0                              |                | I                                     | chondroma                                                             |
| 25    | غرن غضروفي                                               | 9220 / 3                              |                | III                                   | chondrosarcoma                                                        |
| 26    | ورم عظمي                                                 | 9180 / 0                              |                | I                                     | osteoma                                                               |
| 27    | ورم عظمي غضروفي                                          | 9210 / 0                              |                | I                                     | osteochondroma                                                        |
| 28    | غرن عظمي                                                 | 9180 / 3                              |                | III                                   | osteosarcoma                                                          |

### أورام الخلايا الميلانينية
| الرقم | اسم الورم                         | رقم التصنيف الدولي / السلوك البيولوجي | التصنيف الجيني | درجة منظمة الصحة العالمية (WHO grade) | اسم الورم بالانجليزية   |
| ----- | --------------------------------- | ------------------------------------- | -------------- | ------------------------------------- | ----------------------- |
| 1     | كثرة الخلايا الميلانينية السحائية | 8782 / 0                              |                |                                       | meningeal melanocytosis |
| 2     | ورم الخلايا الميلانينية السحائية  | 8782 / 1                              |                |                                       | meningeal melanocytoma  |
| 3     | ورم ميلانيني سحائي                | 8720 / 3                              |                |                                       | meningeal melanoma      |
| 4     | وُرام الخلايا الميلانينية السحائية | 8728 / 3                              |                |                                       | meningeal melanomatosis |

### أورام لمفاوية
| الرقم | اسم الورم                                                                          | رقم التصنيف الدولي / السلوك البيولوجي | التصنيف الجيني | درجة منظمة الصحة العالمية (WHO grade) | اسم الورم بالانجليزية                      |
| ----- | ---------------------------------------------------------------------------------- | ------------------------------------- | -------------- | ------------------------------------- | ------------------------------------------ |
| 1     | ورم الخلية البائية الكبيرة اللمفية المنتشرة للجهاز العصبي المركزي                  | 9680 / 3                              |                |                                       | diffuse large B-cell lymphoma of the CNS   |
| 2     | ورم لمفي للجهاز العصبي المركزي مصاحب لنقص المناعة                                  | 9766 / 1                              |                |                                       | immunodeficiency-associated CNS lymphomas  |
| 3     | ورم الخلية البائية الكبيرة اللمفية المنتشرة المصاحب لمتلازمة نقص المناعة المكتسبة  | 9766 / 1                              |                |                                       | AIDS-related diffuse large B-cell lymphoma |
| 4     | ورم الخلية البائية الكبيرة اللمفية المنتشرة المصاحب لفيروس إبشتاين-بار             | 9766 / 1                              | NOS            |                                       | EBV-positive diffuse large B-cell lymphoma |
| 5     | وُرام حبيبي لمفاني                                                                  | 9766 / 1                              |                |                                       | lymphomatoid granulomatosis                |
| 6     | ورم الخلية البائية الكبيرة اللمفية داخل الوعاء الدموي                              | 9712 / 3                              |                |                                       | intravascular large B-cell lymphoma        |
| 7     | ورم الخلية البائية اللمفية منخفض الدرجة للجهاز العصبي المركزي                      |                                       |                |                                       | Low-grade B-cell lymphomas of the CNS      |
| 8     | الورم اللمفي للخلية التائية والخلية الفاتكة الطبيعية/التائية للجهاز العصبي المركزي |                                       |                |                                       | T-cell and NK/T-cell lymphomas of the CNS  |
| 9     | ورم لمفاوي ضخم الخلايا كَشَمِيّ                                                        | 9714 / 3                              | ALK-positive   |                                       | anaplastic large cell lymphoma             |
| 10    | ورم لمفاوي ضخم الخلايا كَشَمِيّ                                                        | 9702 / 3                              | ALK-negative   |                                       | anaplastic large cell lymphoma             |
| 11    | ورم لمفي للنسيج اللمفاوي المرتبط بالمخاطيات سحائي                                  | 9699 / 3                              |                |                                       | MALT lymphoma of the dura                  |

### أورام خلوية نسيجية
| الرقم | اسم الورم                       | رقم التصنيف الدولي / السلوك البيولوجي | التصنيف الجيني | درجة منظمة الصحة العالمية (WHO grade) | اسم الورم بالانجليزية         |
| ----- | ------------------------------- | ------------------------------------- | -------------- | ------------------------------------- | ----------------------------- |
| 1     | كثرة المنسجات لخلايا لانغر هانز | 9751 / 3                              |                |                                       | Langerhans cell histiocytosis |
| 2     | متلازمة اردهايم تشيستر          | 9750 / 1                              |                |                                       | Erdheim-Chester disease       |
| 3     | مرض روزاي دورفمان               |                                       |                |                                       | Rosai-Dorfman disease         |
| 4     | الورم الحبيبي الأصفر اليافع     |                                       |                |                                       | juvenile xanthogranuloma      |
| 5     | غرن خلوي نسيجي                  | 9755 / 3                              |                |                                       | histiocytic sarcoma           |

### ورم الخلية الجرثومية أو الجنسية
| الرقم | اسم الورم                        | رقم التصنيف الدولي / السلوك البيولوجي | التصنيف الجيني | درجة منظمة الصحة العالمية (WHO grade) | اسم الورم بالانجليزية                  |
| ----- | -------------------------------- | ------------------------------------- | -------------- | ------------------------------------- | -------------------------------------- |
| 1     | ورم جرثومي أو انتاشي             | 9064 / 3                              |                |                                       | germinoma                              |
| 2     | سرطانة مضغية                     | 9070 / 3                              |                |                                       | embryonal carcinoma                    |
| 3     | ورم الكيس المحي                  | 9071 / 3                              |                |                                       | yolk sac tumor                         |
| 4     | السرطانة المشيمائية              | 9100 / 3                              |                |                                       | choriocarcinoma                        |
| 5     | ورم مسخي                         | 9080 / 1                              |                |                                       | teratoma                               |
| 6     | ورم مسخي ناضج                    | 9080 / 0                              |                |                                       | mature teratoma                        |
| 7     | ورم مسخي غير ناضج                | 9080 / 3                              |                |                                       | immature teratoma                      |
| 8     | ورم مسخي خبيث التحول             | 9084 / 3                              |                |                                       | teratoma with malignant transformation |
| 9     | أورام الخلايا الجرثومية المختلطة | 9085 / 3                              |                |                                       | mixed germ cell tumors                 |

### أورام المنطقة السرجية
| الرقم | اسم الورم                               | رقم التصنيف الدولي / السلوك البيولوجي | التصنيف الجيني | درجة منظمة الصحة العالمية (WHO grade) | اسم الورم بالانجليزية                    |
| ----- | --------------------------------------- | ------------------------------------- | -------------- | ------------------------------------- | ---------------------------------------- |
| 1     | ورم قحفي بلعومي                         | 9350 / 1                              |                | I                                     | craniopharyngioma                        |
| 2     | الورم القحفي البلعومي المينائي          | 9351 / 1                              |                | I                                     | adamantinomatous craniopharyngioma       |
| 3     | الورم القحفي البلعومي الحليمي           | 9352 / 1                              |                | I                                     | papillary craniopharyngioma              |
| 4     | ورم الخلايا الحبيبية في المنطقة السرجية | 9582 / 0                              |                | I                                     | granular cell tumor of the sellar region |
| 5     | سرطان الغدة النخامية                    | 9432 / 1                              |                | I                                     | pituicytoma                              |
| 6     | خلايا ورمية مغزلية الشكل                | 8290 / 0                              |                | I                                     | spindle cell oncocytoma                  |

### الأورام الانتقالية
الأورام الانتقالية هي الأورام التي تنتقل من خلايا سرطانية في أماكن أخرى في الجسم إلى الجهاز العصبي المركزي.